# تسرونا یابوکا (بابوشنیتسا)
تسرونا یابوکا (به صربی: Crvena Jabuka) یک منطقهٔ مسکونی در صربستان است که در Opština Babušnica واقع شده‌است. تسرونا یابوکا ۱۲۶ نفر جمعیت دارد.